# Juan Bautista Blancard
Juan Bautista Blancard fue un cocinero francés afincado en Madrid de finales del siglo XVIII y que tuvo su área de influencia en la Corte de Fernando VI. Su actuación culinaria estuvo vinculada a su compañero francés Mateo Hervé. Ambos en el año 1796 poseían como cargos ser ayudas de la Real Cocina de Boca de la Reina con honores de Jefes de las Reales Viandas. La contratación de estos dos cocineros durante la época de Felipe V supuso una ruptura de estilo, la etapa anterior estaba marcada por los Austrias, se impuso la cocina francesa, derivada del origen francés de la dinastía y por lo tanto la presencia de cocineros franceses en la Corte y el prestigio de la gastronomía francesa, el gran modelo para toda la Europa de la época.
Blancard se compromete el 6 de marzo de 1754 a servir la mesa del Gentilhombre de Cámara por 120 reales de vellón al día. Se desconoce gran parte de la vida de este cocinero y si acabó desarrollando su profesión en España. 